# إبراهيم بن أحمد بن الكاظم
إبراهیم بن أحمد بن موسى الكاظم المعروف باسم شاه إبراهيم هو حفيد موسى الكاظم، وهو شخصية مُبجلة عند الشيعة، دُفن مع والده أحمد في مدينة قم، وله مزار معروف في منطقة أمامزاده إبراهیم، بـ مقبرة گلزار شهداء، توفي إبراهيم بن أحمد بن موسى الكاظم سنة 400 هـ. والذي قام ببناء ضريحه هو أبو إسماعيل إبراهيم طباطبا.

## طالع أيضًا
- صالح بن موسى الكاظم
- الشاه عبد العظيم الحسني
- فاطمة بنت موسى الكاظم
- أحمد بن موسى الكاظم
- محمد بن موسى الكاظم